# Rational AG
Rational AG med hovedkvarter i Landsberg am Lech er en tysk producent af madlavningsapparater til industrikøkkener.
I 1973 blev „Rational GmbH“ etableret som en virksomhed, der producerede bageovne.